# Revolution for DS
Revolution for DS, amb les variants (entre altres) R4, R4 DS o R4 DS SHCD, és una targeta flash per a Nintendo DS per emulació de la Memòria ROM i per executar aplicacions Homebrew fetes per a les consoles DS-DSi-3DS. Rep el nom de flashcard com a diminutiu de "cartridge" (cartutx) a part que cal inserir-hi una flashcard a dintre seu, després de gravar-hi els fitxers fent ús d'un pendrive.

## Característiques
- Entre les característiques de la R4 hi ha:
  - Suporta les Memòria ROM de Nintendo DS, Homebrew i el reproductor multimèdia Moonshell.
  - Compatible amb la manera Sleep i la Pantalla Tàctil de la consola.
  - Mateix grandària que un joc de DS.
  - Utilitzeu targetes MicroSD com a unitat d'emmagatzematge.
  - Executa roms netes. No necessitant ser pegats.
  - Molt fàcil d'usar: còpia i enganxa els fitxers a la targeta MicroSD.
  - No requereix drivers.
  - Compatible amb sistema FAT16 o FAT32.
  - Compatible amb targetes MicroSD de màxim 2gb, també és compatible amb una Kingston 4GB micro SD HC (TAIWAN)
  - Firmware actualitzable (OS/Bios/nucli)
  - Control a través de la pantalla tàctil.
  - Les partides no es guarden a la targeta R4. Es guarden a la MicroSD amb un fitxer. SAV per fer més fàcil respatllers i evitar pèrdua de dades.
  - Detecció del tipus de partida guardada i generació automàtica del fitxer.
  - Compatible amb programari casolà.
  - Reprodueix vídeos, MP3s i fitxers TXT a través de Moonshell.
  - Compatible amb WiFi, DS Rumble Pack i DS Browser.
  - Suporta els cheats (trucs) d'Action Replay.
  - Suporta Imatges (excepte GIFs)

## Còpies de la R4

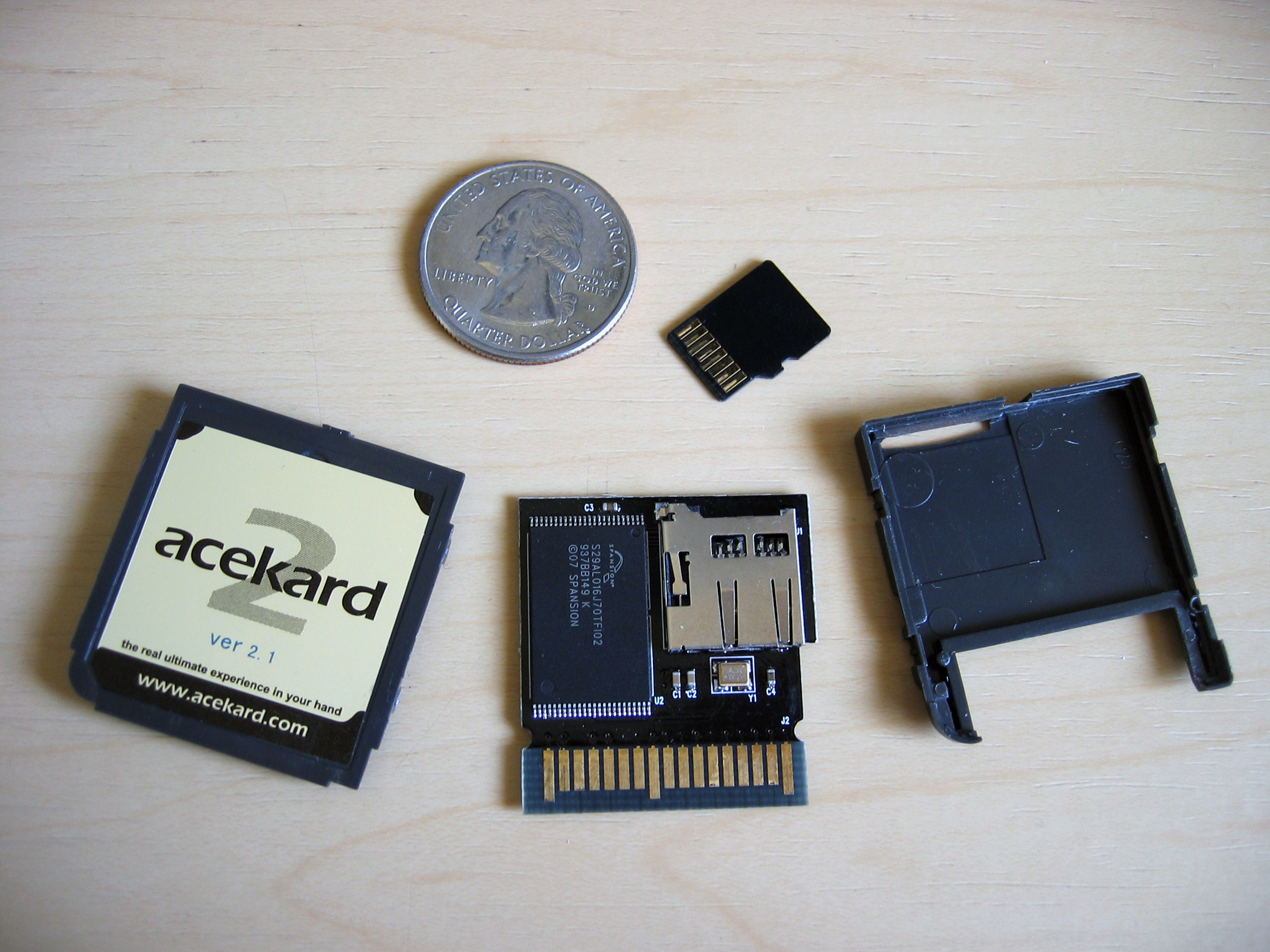
Detall intern d'una DS flashcard mostrada al costat d'un quart de dòlar i una targeta MicroSD.

També s'han fet còpies del R4 tals com poden ser el R4 Update-II, Update III i el N5 entre altres que no són fabricades pel R4 Team (l'equip que va crear el R4); són còpies fetes per altres persones que poden funcionar però tendeixen a gradualment perdre la seva funcionalitat, així mateix també podrien anar danyant la consola a poc a poc fins. El R4 Team va anunciar el 4 de juliol del 2008 que llançaria un nou nucli el 15 de setembre del 2008 que podria deixar inutilitzables les còpies del R4 en què s'utilitzi, però això no significa que hagi de danyar la consola, com va anunciar el mateix R4 team tres dies després, el 7 de juliol del 2008. El 25 de setembre del 2008 va sortir el Kernel v1.18, un firmware molt estable i altament recomanable.
El 2010 va sortir el nou nucli per R4 i M3 Simply el Wood R4 que té una excel·lent compatibilitat amb els nous jocs que van sortint, i s'actualitza constantment

## R4i i els seus clons
Amb la sortida del Nintendo DSI, es van inventar diferents flashcards, entre elles la R4i. No és l'original del R4 Team, ja que la van deixar de fabricar el 2009. La R4i funciona en totes les consoles Nintendo DS (NDS/NDSL/NDSi). Admetia targetes micro SD d'un màxim de 2 GB però les modernes ja admeten SDHC.

## R4i SDHC (Silver, Gold i Platinum)
De nou, al sortir al mercat la Nintendo 3DS3, es van haver de redissenyar les antigues flashcards, que es van deixar de fabricar (la R4 i la R4i). Han estat substituïdes per la R4i SDHC i les seves variants Silver, Gold i Platinum que, segons el model, funcionen en totes les consoles Nintendo 3DS i DSi i admeten targetes tant micro SD com SDHC fins a un màxim de 32 GB. Són clons inestables de la Gateway 3DS, la primera flashcard real.